# Movimento glaciale

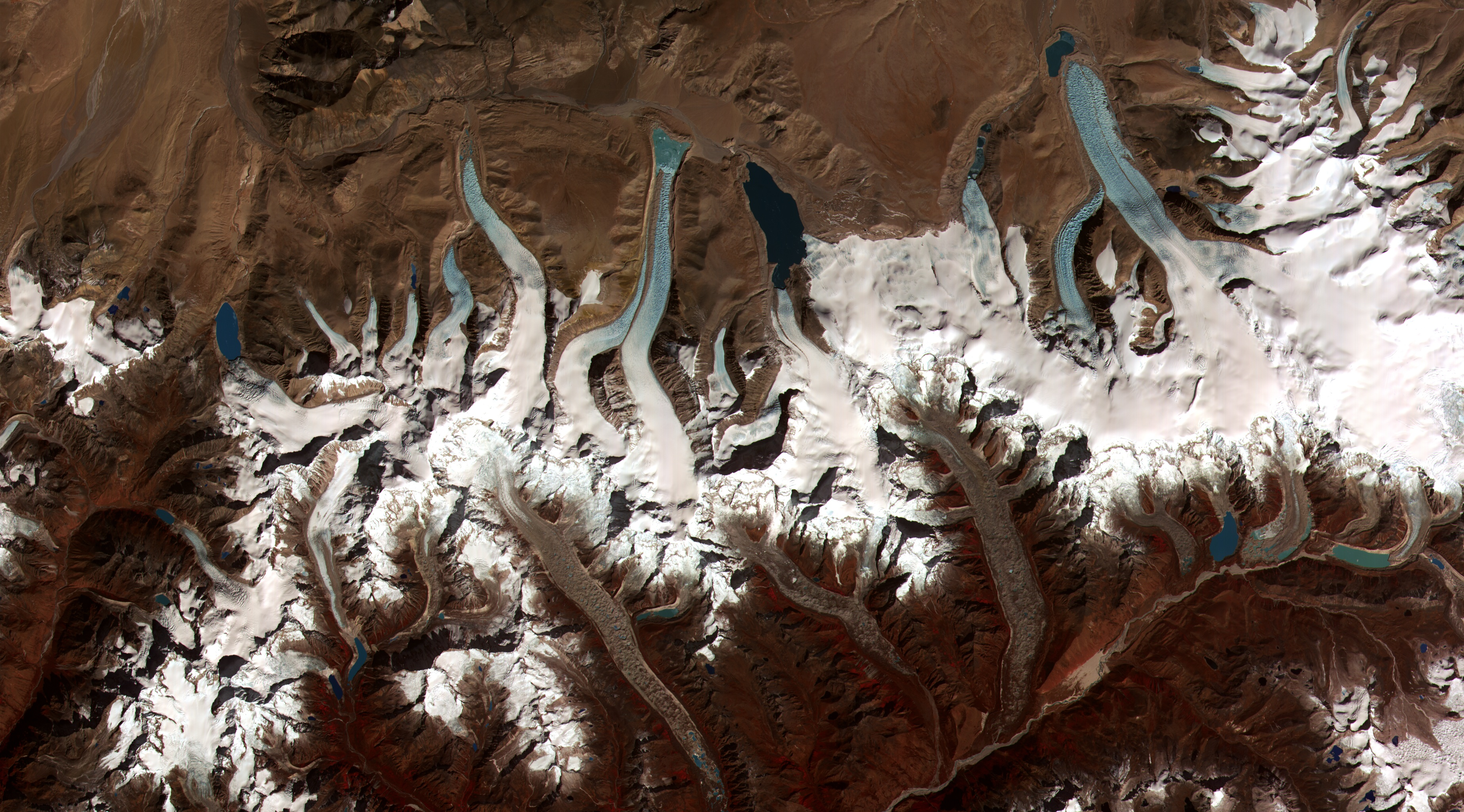
L'immagine mostra i termini dei ghiacciai nell'Himalaya (Bhutan). In questa regione, durante gli ultimi decenni, si sono andati rapidamente formando laghi glaciali sulla superficie dei ghiacciai coperti di detriti. I ricercatori dell'USGS hanno scoperto una forte correlazione tra l'aumento delle temperature e il ritiro glaciale in questa regione.

Il movimento glaciale è lo spostamento dei ghiacciai (paragonabili a fiumi di ghiaccio). Esso svolge e ha svolto un ruolo importante nella geomorfologia di molti paesaggi. La maggior parte dei laghi del mondo occupano bacini attraversati (una volta) da ghiacciai. Il loro movimento può essere veloce (fino a 30 m / giorno, come si è osservato sullo Jakobshavns Isbrae in Groenlandia) o lento (0,5 m / anno sui ghiacciai di piccole dimensioni o nel centro di ghiacciai di grandi dimensioni).

## Processi del moto
Il movimento del ghiacciaio si verifica a causa di quattro processi, tutti dovuti in un modo o nell'altro alla gravità: 
- slittamento o  scorrimento o scivolamento basale,
- deformazione del letto,
- scosse glaciali generate da movimenti frazionali di grandi sezioni di ghiaccio
- deformazione interna

Nel caso dello slittamento basale, l'intero ghiacciaio scivola sopra il suo letto. Questo tipo di movimento è agevolato se il letto è costituito da sedimenti soffici oppure se si è scongelato, o se prevale l'acqua di disgelo.
La deformazione del letto è perciò di solito limitata ad aree di scivolamento. La fusione stagionale penetrando sotto i ghiacciai produce stagionalmente accelerazione e decelerazione del ghiacciaio influenzandone l'intera estensione.
Alcuni ghiacciai subiscono scosse glaciali ; per es. ghiacciai "grandi come Manhattan e alti come l'Empire State Building, possono spostarsi di 10 metri in meno di un minuto, uno sbalzo sufficiente a generare onde sismiche di lieve entità". Vi è stato un crescente numero di questi terremoti di ghiaccio in cui
Un ghiacciaio che è congelato fino al suo letto non subisce scivolamento basale.
La deformazione interna si verifica quando il peso del ghiaccio causa la deformazione dei cristalli di ghiaccio. Questo fenomeno ha luogo molto facilmente in prossimità del letto glaciale, dove le pressioni sono massime.
Ci sono dunque ghiacciai che si muovono principalmente tramite lo slittamento o le scosse glaciali e altri che si muovono quasi interamente attraverso la deformazione.

## Movimento del termine e bilanciamento delle masse
Se il termine del ghiacciaio si muove in avanti più veloce rispetto alla sua fusione, ne risulta il suo netto avanzamento. In una regione, il ritiro del ghiacciaio si verifica quando dal termine viene asportato più materiale rispetto a quello che viene aggiunto al flusso.
I glaciologi considerano che gli andamenti nell'equilibrio di massa per i ghiacciai sono più importanti degli avanzamenti o arretramenti dei termini dei singoli ghiacciai. Fin dal 1960, c'è stato un calo notevole del volume complessivo dei ghiacciai in tutto il mondo, correlato al riscaldamento globale.   Quando un ghiacciaio si assottiglia, a causa della perdita di massa, esso rallenterà e frantumandosi diminuirà.
A un certo punto, se un ghiacciaio alpino diventa troppo sottile, il suo movimento si fermerà. Questo comporterà la fine di qualsiasi erosione basale. Il flusso di emissione dal ghiacciaio diverrà dunque più evidente al diminuire della cosiddetta farina glaciale.
Durante il Pleistocene (l'ultima glaciazione), le enormi distese di ghiaccio (i ghiacciai continentali) avanzavano sopra buona parte della terra. Il movimento di questi ghiacciai continentali veniva a creare molte conformazioni glaciali adesso familiari. I ghiacciai così estesi, a causa del loro peso accumulato di neve e ghiaccio, frantumavano e ridistribuivano le rocce in superficie, creando geomorfismi di erosione come striature, circhi e valli sospese.
Successivamente, con il ritiro dei ghiacciai, e il conseguente deposito di detriti di roccia e sabbia che si lasciarono dietro, si vengono a formare geomorfismi deposizionali, come morene, esker, drumlin e kame. I muri in pietra trovati nel New England (Stati Uniti nord-orientali) contengono molti massi erratici, ovvero rocce che furono trascinate dal ghiacciaio per molte miglia dalla loro sede originaria.
Anche laghi e stagni possono essersi generati dal movimento glaciale. I laghi kettle si formano quando un ghiacciaio in fase di arretramento lascia dietro di sé nel sottosuolo un grosso blocco di ghiaccio. I laghi arginati da morene vengono a formarsi quando un corso d'acqua (o deflusso superficiale di neve) viene ad essere ostruito da till glaciale. 

## Geologia e paesaggio
Studiare il movimento glaciale e i geomorfismi che ne risultano richiede strumenti provenienti da diverse discipline, tra le quali: la geografia fisica, la climatologia e la geologia (talvolta raggruppate insieme come scienza della terra).